# Bronskleurig eekhoorntjesbrood
Het bronskleurig eekhoorntjesbrood (Boletus aereus) is een boleet uit de familie Boletaceae die veel gegeten wordt in Baskenland en Italië.

## Kenmerken
De bronskleurig eekhoorntjesbrood vormt grote, compacte, centraal gesteelde vruchtlichamen met een halfronde tot kussenvormige hoed met een diameter van 6-20 cm, in uitzonderlijke gevallen tot 25 cm breed. De steel is 5 tot 15 cm lang en 2 tot 5 cm dik, dikbuikig tot clavaat, zelden cilindrisch met de leeftijd. De hoed is koffiekleurig, donker tot bronsbruin, soms bijna zwart, vaak met geelbruine vlekken. De hoed is fijn suède-achtig, vooral als hij jong is, en kaal als de vruchtlichamen ouder zijn. De steel heeft dezelfde kleur als de hoed, is alleen iets lichter donker tot leerbruin en is aan de bovenkant bedekt met een zeer fijn wit tot lichtbruin gaas. De buisjes zijn aanvankelijk witachtig en worden bij het ouder worden crèmekleurig tot groengeel. De poriën zijn op jonge leeftijd nauwelijks waarneembaar en hebben dezelfde kleur als de buisjes.

## Verspreiding
De bronskleurig eekhoorntjesbrood komt vooral in Centraal- en Zuid-Europa veel voor. In koudere klimaten zoals dat in Nederland is zijn voorkomen zeldzaam.